# Taximastinocerus puncticollis
Taximastinocerus puncticollis är en skalbaggsart som beskrevs av Wittmer 1976. Taximastinocerus puncticollis ingår i släktet Taximastinocerus och familjen Phengodidae. Inga underarter finns listade i Catalogue of Life.